# Andy Wightman

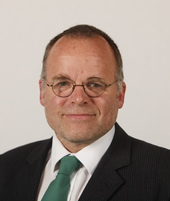
Andy Wightman (2016)

Andy Wightman (geboren am 29. Mai 1963 in Dundee) ist ein schottischer Politiker der Scottish Green Party und Sachbuchautor.

## Werdegang
Wightman studierte Forstwissenschaft an der Universität Aberdeen und arbeitete anschließend als Umweltwissenschaftler, ehe er sich 1992 als Berater und Buchautor selbstständig machte. Fachlich konzentrierte er sich unter anderem auf Fragen des Großgrundbesitzes, der Landnutzung, der Landreform, des Krongutes, des Verbleibs öffentlicher Güter sowie der Stärkung der lokalen demokratischen Strukturen. Im Februar 2015 wurde er als Vertreter der Grünen in eine Untersuchungskommission der schottischen Regierung zur Überarbeitung des Systems der lokalen Steuern entsandt. Wightman lebt in Edinburgh.

## Politik
Für die Wahl zum schottischen Parlament 2016 wurde Wightman von den Grünen hinter Alison Johnstone auf den zweiten Platz für die Wahlregion Lothian nominiert. Aufgrund des guten Wahlergebnisses für die Partei zogen beide ins Parlament ein. Hier setzt sich Wightman unter anderem für die Übernahme der Europäischen Charta der kommunalen Selbstverwaltung in die schottischen Gesetze ein.

## Werke (Auswahl)
- Who Owns Scotland. Edinburgh 1996, ISBN 0-86241-585-3
- Scotland: land and power. The agenda for land reform. Edinburgh 2000, ISBN 0-946487-70-7
- The Poor Had No Lawyers. Edinburgh 2015, ISBN 978-1-78027-310-5